# (10164) Akusekijima
(10164) Akusekijima (1995 BS1) – planetoida z pasa głównego asteroid okrążająca Słońce w ciągu 4,2 lat w średniej odległości 2,6 j.a. Odkryta 27 stycznia 1995 roku.